# Alge
Alge (znanstveno ime Algae) so raznolika skupina nesorodnih evkariontskih organizmov, ki pridobivajo hranila s fotosintezo. Za razliko od rastlin so steljčnice, kar pomeni, da se pri njih ne razvijejo organi, kot so korenine, steblo, listi; steljka je telo alg. Alge se po zgradbi in obliki močno razlikujejo in njihove steljke se razvijajo na različne načine. Pri skoraj vseh skupinah poznamo tako enocelične, kot tudi mnogocelične mikro- ali makroskopske organizme.
V sodobni biologiji je ime nesistematično in zato neprimerno, saj ne združuje organizmov, ki imajo istega skupnega prednika (»klad«), v vsakdanji rabi pa ostaja.

## Življenjski prostor
Alge živijo največkrat v morju, kjer so najpomembnejši primarni proizvajalci, saj največ organskih snovi in kisika, ki nastane na Zemlji, nastane na račun listov. Uspevajo pa tudi v sladkih, stoječih vodah ter na kopnem v vlažnih pogojih.

## Razvrščanje
Alge lahko sistematiziramo na več načinov. Lahko jih sistematiziramo po morfoloških značilnosti (oblika steljke) ali pa na podlagi biokemijskih lastnosti (prisotnosti ali odsotnosti barvil). Pri nekaterih običkanih algah opazimo posebno obliko vedenja, ki spominja na vedenje živali, zato jih nekateri znanstveniki uvrščajo med živali, spet drugi k rastlinam (npr. Dinoflagellata oz. Dinophyta, Euglenophyta).

### Delitev alg glede na obliko steljke
Glede na obliko steljke jih v grobem delimo v sledeče nivoje:
- Bičkasta (flagelatna) stopnja - celica ima enega ali več bičkov, taka celica je lahko samostojna lahko pa se več takih celic poveže. Predstavniki so navadno enocelični, običkani organizmi (npr. Euglena, Chlamidomonas), ki lahko tvorijo tudi kolonije (npr. Volvox).
- Kroglasta (kokalna) stopnja - celica nima več bička oz. bičkov. Celica je lahko samostojna, lahko pa se povežejo. Predstavniki te skupine so navadno enocelični do kolonijski organizmi, ki pa nimajo bičkov in zato ne morejo aktivno plavati. Celična stena je samo ena.
- Nitasta (trihalna) stopnja - taka steljka je vedno večcelična, posamezne celice v steljki nimajo bičkov. Alge so zgrajene iz podolgovatih, nebičkastih celic, ki lahko tvorijo dolge nitke (Spirogyra) ali pa ploščato ali tridimenzionalno steljko (Ulva lactuca). Celice so lahko samostojne, pri nekaterih vrstah pa so med seboj povezane s citoplazemskimi mostički. Razrasle nitke lahko tvorijo t. i. plektenhime (pletež), kjer se nitke pogosto zrasejo.
- Tkivno steljčna (talozna) stopnja: pojavlja se samo pri visoko razvitih rjavih algah (Phaeophyceae). Pri steljki že opazimo delno tkivno diferenciacijo. Steljka se pri tej obliki razvije zgolj iz ene temenske celice, medtem ko se pri plektenhimu vsaka nitka razvije iz lastne temenske celice.
- Cevasta (sifonalna) stopnja - steljko gradi samo ena, mnogojedrna (t. i. polienergidna) makroskopska celica (vidna s prostim očesom) (primer morski dežniček)

## Zgradba
Alge so evkarionti in vršijo fotosintezo v z membrano obdanih organelih, ki jih imenujemo kloroplasti. Kloroplasti vsebujejo DNA in so strukturno podobni cianobakterijam, zato domnevamo, da gre za poenostavljene cianobakterijske endosimbionte. Kloroplasti različnih linij alg se med seboj razlikujejo, kar kaže na več endosimbiontskih dogodkov.
1. Primoplantae ali Archaeplastida obsegajo tri skupine alg s primarnimi kloroplasti:
  - zelene alge
  - rdeče alge
  - glavkofiti

Pri teh skupinah je kloroplast obdan z dvema mebranama in se je verjetno razvil iz ene same endosimbioze. Kloroplasti rdečih alg so bolj ali manj značilno cianobakterijsko pigmentirani, pri zelenih algah pa vsebujejo klorofil a in b; slednjega najdemo le pri nekaterih cianobakterijah. Višje rastline so pigmentirane podobno kot zelene alge in so se najverjetneje razvile iz njih.
2. Kloroplaste s klorofilom b imata še dve skupini alg:
  - evglenidi (lepooki bičkarji)
  - klorarahniofiti

Tu so obdani s tremi oziroma štirimi membranami in so verjetno ostanek použite zelene alge. Pri klorarahniofitih vsebujejo droben nukleomorf, ki je ostanek jedra. Nekateri menijo, da imajo kloroplasti evglenidov le tri membrane, saj jih niso pridobili s fagocitozo, temveč z mizocitozo.
3. Vse preostale alge imajo kloroplaste s klorofiloma a in c. Slednji iz prokariontov ali primarnih kloroplastov ni poznan, zaradi genetske podobnosti pa bi lahko šlo za razvojno povezanost z rdečimi algami. Sem spadajo skupine:
  - heterokonti - npr. zlate alge, diatomeje, rjave alge
  - haptofiti
  - kriptofiti
  - dinoflagelati

Pri prvih treh skupinah (Chromista) ima kloroplast štiri membrane in pri kriptofitih tudi nukleomorf, zato sklepamo na skupnega pigmentiranega prednika. Tipični kloroplast dinoflagelatov ima tri membrane, vendar se pojavljajo zelo različni kloroplasti, saj so jih posamezni pripadniki skupine pridobili iz različnih virov. Plastide, čeprav ne prave kloroplaste, najdemo tudi pri zelo sorodni skupini trosovcev (Apicomplexa), zato se zdi, da je izvor teh dveh skupin skupen.

Opozoriti je tudi treba, da v številnih skupinah najdemo organizme, ki ne fotosintetizirajo več. Pri nekaterih so še vedno prisotni plastidi, drugi pa so jih izgubili.
Tradicionalno spadajo med alge tudi cianobakterije, ki pa jih večina novejših virov izključuje. Imajo namreč značilno prokariontsko zgradbo in fotosinteze ne vršijo v organelih, temveč na specializiranih citoplazemskih membranah, ki jih imenujemo tilakoidne membrane.

## Razmnoževanje
- Nespolno - osnova le tega je mitoza

V ugodnih pogojih zelo hitro nastaneta dve hčerinski celici; pri nitasti algi se nitasta steljka podaljšuje, medtem ko se nekatere razmnožujejo s sporami ali trosi (spore lahko nastajajo v določenih celicah alg, ki niso posebej izoblikovane, lahko pa se v steljki že izoblikujejo v trosovniku; pri nekaterih algah so spore običkane, pri drugih vrstah nimajo bičkov).
- Spolno
  - izogamija
  - anizogamija
  - oogamija

Tip spolnega razmnoževanja je značilen za vrsto alg.
- Metageneza

Značilna za npr. morsko solato (večcelična, steljka je pritrjena, oblikovana kot pletež, uspeva v obrečnem pasu). Sporofitska generacija tvori po mejozi (redukcijski delitvi) (R!) spore, ki so haploidne ter imajo štiri bičke in iz ene take spore se razvije druga generacija gametofit, katere celice so haploidnega značaja (v primeru morske solate pa ni mogoče morfološko ločiti obeh generacij). Gametofit tvore moške in ženske gamete, ki so običkane. Te gamete nastanejo po mitozi, so haploidne in pri tem gre za izogamijo; ko se dve gameti združita nastane 2n zigota, iz katere se nato znova razvije sporofit.

## Alge kot hrana
Alge so kot hranilo najbolj razširjene na Japonskem. Najbolj so znane kot sestavina za suši (makezushi), kot dodatek pri juhah, za dekoracijo oz. kot začimba. Tri najbolj znane vrste predelanih alg so: nori (v obliki lista papirja), kombu in wakame. Alge se uporabljajo tudi kot prehransko dopolnilo (največ vrste iz rodov Spirulina in Chlorella). 
Japonci že stoletja nabirajo hrano v morju. Alge jedo v razmeroma velikih količinah in so zato deležni koristnih rudnin, ki jih vsebujejo. Skoraj četrtina vse hrane v japonski prehrani vsebujejo takšne ali drugačne alge. Uporabljajo jih za izboljšanje okusa solat, juh in pikantnih jedi. Alge so tudi pomembna sestavina makrobiotske prehrane. Številne alge so odličen vir joda, rudnine, ki je nujna za normalno delovanje ščitnice. Ščitnica proizvaja hormone, ki uravnavajo telesno presnovo in torej tudi rast in razvoj. Značilno delovanje mišič in živcev, kalcij za zdrave kosti, kalij za ohranjanje telesnih celic in uravnavanje tekočin ter cink za zdrav imunski sistem. Večina alg vsebuje nekaj vitaminov skupine B in betakaroten - rastlinsko obliko vitamina A, vendar količina niha, odvisna je od vrste alg in priprave. Betakaroten je Antioksidant in preprečuje degenerativne bolezni, kot je rak. Za rastline je to sicer nenavadno, toda alge vsebujejo tudi vitamin B¹² v algah »biološko aktiven« - drugače povedano, ali ga telo lahko izkoristi. Alge imajo eno pomanjkljivost - vsebujejo veliko natrija. Mnoge so zato neprijetne za ljudi, ki morajo uživati manj slano hrano. V tradicionalni medicini so alge dolgo uporabljali za zdravljenje različnih bolezni, tudi zaprtja, prehladov, artritisa in revmatizma.

### Začinjanje z algami
V japonskih trgovinah in prodajalnah z zdravo hrano prodajajo posušene ploščice ali trakove alg. Zaradi visoke vsebnosti rudnin imajo naravno slan okus. Trakove alg pogosto zdrobijo in uporabijo za začinjanje juh in testenin; dajo jim svež okus po morski vodi. Posušene trakove nori uporabljajo za pripravo sušija in riževih kolačev.

### Prehranska dopolnila iz alg
Za uživanje so pripravne alge kombu (ali kelp) v obliki tablet. Ker vsebujejo veliko joda, jih nekateri zeliščarji predpisujejo za zdravljenje blagih motenj v delovanju ščitnice. Vedno bolj so priljubljena prehranska dopolnila sladkovodnih alg spiruline in hlorele. Vsebujejo enaka hranila kot zelena zelenjava, tudi beta karoten, vitamin C, kalcij in železo, pa tudi beljakovine in vitamin B¹². Spirulina je obenem dober vir esencialne maščobne kisline, imenovane gamalinolenska kislina. Vendar pa trditve, da te alge krepijo imunski sistem, raztrupljajo telo, povečujejo energijo in podaljšujejo življenje, niso dokazane. Te vrste alg živijo v jezerih, gojijo pa jih tudi v umetnih jezercih, kjer jih nabirajo, posušijo in prodajo v obliki praška ali tablet.